# Storm Reid
Storm Reid (Atlanta, 2003. július 1. –) Primetime Emmy-díjas amerikai színésznő.

## Élete
2003. július 1-jén született a Georgia állambeli Atlantában, Rodney és Robyn Simpson Reid gyermekeként. Van egy bátyja, Josh és két nővére, Iman és Paris. Reid már fiatal korában színésznő akart lenni, és 9 éves korában családjával Los Angelesbe költözött, hogy színészkedhessen.

## Pályafutása
2012-ben debütált az A Cross To Bear című tévéfilmben. 2013-ban Emily szerepében tűnt fel a 12 év rabszolgaság című történelmi drámában, amelyet a kritikusok nagy elismeréssel fogadtak. 2016-ban Tina szerepét alakította A bűvész című sci-fi drámában, amelyben a film főszereplőjének, Bónak a húgát játszotta. A film sikeres lett, és pozitív fogadtatásban részesült. Ugyanebben az évben Aki szerepében tűnt  fel a Lea to the Rescue című filmben, amely az American Girl filmsorozat része volt. 2017-ben Patricia szerepét játszotta A nagy esemény című vígjáték-drámában, amelyet a kritikusok negatívan fogadtak. Jobb visszhangot Meg Murry megformálásával Ava DuVernay Időcsavar című filmjében kapott, amely az azonos című regény alapján készült. Bár a film bevételi szempontból megbukott, azonban Reid alakítását a kritikusok dicsérték, többen is kiemelték, hogy az ő játéka a film egyik csúcspontja volt. A The Hollywood Reporter kritikusa, Josh Spiegel így nyilatkozott róla: „Reid az egyik legnagyobb erőssége a filmnek; Meg fejlődése – ahogy a bénító önbizalomhiányból eljut saját hibáinak és problémás családjának elfogadásáig – csodálatosan jelenik meg kifejező és finom színészi játékában.” Alakításáért jelölték a Teen Choice Awards „Legjobb fantasyfilm színésznője” díjára, valamint az NAACP Image Award „Kiemelkedő áttörő szerep” kategóriájában is. 2019-ben Lisa szerepében tűnt fel két epizódban a kritikailag elismert Netflix-minisorozatban, A Central parki ötökben, és ugyanebben az évben kezdte el alakítani Gia Bennettet, a sorozat főszereplőjének, Rue-nak a húgát az HBO Eufória című tinidráma-sorozatában. Szintén 2019-ben adta Nia hangját a Hulu The Bravest Knight című sorozatában, valamint David Oyelowoval együtt szerepelt a Ne engedd el! című drámában, ahol Ashleyt alakította. Reid és Oyelowo alakítását pozitívan értékelték a kritikusok. A FilmSnobReviews szerint „a páros érzelemmel teli alakítást nyújt, tökéletesen megjelenítve a gyászt és a zavartságot.” 2020-ban Sydney Lanier szerepében játszott A láthatatlan ember című sci-fi horrorfilmben, amely pénzügyi sikert aratott, és a kritikusok is elismerték. Ugyanebben az évben jelölték a BET YoungStars díjra.
Szerepelt a 2021-ben bemutatott The Suicide Squad – Az öngyilkos osztag című szuperhősfilmben. A következő évben Colson Baker, Kevin Bacon és Travis Fimmel oldalán játszott főszerepet a One Way című akciófilmben. 2023-ban főszerepet kapott a Eltűnt című filmthrillerben, amelyet a koronavírus-világjárvány idején forgattak, valamint a természetfeletti horrorfilmben, Az apáca 2. című alkotásban. Ugyanebben az évben Riley Abelt alakította az HBO The Last of Us című sorozatában. A /Film kritikusa, Motamayor így írt róla: „Reid emlékezetes alakítást nyújt, amely... sokáig megmarad az emberben a stáblista után is”, míg a Push Square kritikusa, Bayne szerint hatékonyan adta vissza Riley „fiatalos büszkeségét”. Alakításáért Reid elnyerte a Black Reel Awardot a „Kiemelkedő vendégszereplés drámasorozatban” kategóriában, valamint a Primetime Emmy-díjat a „Legjobb vendégszínésznő drámasorozatban” kategóriában.

## Magánélete
Reid korábban kapcsolatban volt Sayeed Shahidi színésszel.
2021 őszén a Dél-kaliforniai Egyetemre kezdett járni, ahol a drámaművészetek és az afroamerikai kultúra a fő szakiránya. Keresztény vallású.

## Filmográfia

### Film
| Év   | Magyar cím                              | Eredeti cím                           | Szerep          | Magyar hang      |
| ---- | --------------------------------------- | ------------------------------------- | --------------- | ---------------- |
| 2013 | 12 év rabszolgaság                      | 12 Years a Slave                      | Emily           |                  |
| 2015 |                                         | The Summoning                         | Kendra          |                  |
| 2016 | A bűvész                                | Sleight                               | Tina            | Pál Zsófia       |
| 2016 |                                         | Lea to the Rescue                     | Aki             |                  |
| 2016 |                                         | Santa's Boot Camp                     | Sparkle         |                  |
| 2017 | A nagy esemény                          | A Happening of Monumental Proportions | Patricia        |                  |
| 2018 | Időcsavar                               | A Wrinkle in Time                     | Meg Murry       | Károlyi Lili     |
| 2019 | Ne engedd el!                           | Don't Let Go                          | Ashley Radcliff | Szűcs Anna Viola |
| 2020 | A láthatatlan ember                     | The Invisible Man                     | Sydney Lanier   | Csifó Dorina     |
| 2021 | The Suicide Squad – Az öngyilkos osztag | The Suicide Squad                     | Tyla DuBois     | Hermann Lilla    |
| 2022 |                                         | One Way                               | Rachel          |                  |
| 2023 | Eltűnt                                  | Missing                               | June Allen      | Lamboni Anna     |
| 2023 | Az apáca 2.                             | The Nun II                            | Debra nővér     | Staub Viktória   |

### Televízió
| Év        | Magyar cím                           | Eredeti cím                          | Szerep           | Megjegyzés                                                |
| --------- | ------------------------------------ | ------------------------------------ | ---------------- | --------------------------------------------------------- |
| 2012      |                                      | A Cross to Bear                      | Erica fiatalon   | tévéfilm                                                  |
| 2013      | A Thunderman család                  | The Thundermans                      | Avery            | 1 epizód                                                  |
| 2013      |                                      | Adam DeVine's House Party            | járőr            | 2 epizód                                                  |
| 2013      |                                      | Twang                                | Annie Montgomery | tévéfilm                                                  |
| 2014      | NCIS: Los Angeles                    | NCIS: Los Angeles                    | Riley Peyton     | 1 epizód                                                  |
| 2014      | Nicky, Ricky, Dicky és Dawn          | Nicky, Ricky, Dicky & Dawn           | Scarlett         | 1 epizód                                                  |
| 2015      |                                      | White Water                          | Cassandra        | tévéfilm                                                  |
| 2015      | Bűnös Chicago                        | Chicago P.D.                         | Denise           | 1 epizód                                                  |
| 2019      | A Central parki ötök                 | When They See Us                     | Lisa             | 2 epizód                                                  |
| 2019      |                                      | The Bravest Knight                   | Nia (hangja)     | 13 epizód                                                 |
| 2019–2022 | Eufória                              | Euphoria                             | Gia Bennett      | - főszereplő (1–2. évad) - magyar hangja: - Pauwlik Gréta |
| 2023      | The Last of Us                       | The Last of Us                       | Riley Abel       | - 1 epizód - magyar hangja: - Hermann Lilla               |
| 2023      | A Proud család: Kamaszok és panaszok | The Proud Family: Louder and Prouder | Emily (hangja)   | 1 epizód                                                  |
| 2024      |                                      | Is It Cake?                          | Önmaga           | 1 epizód                                                  |